# Gobicuellus dzadagadus
Gobicuellus dzadagadus är en insektsart som beskrevs av Dlabola 1967. Gobicuellus dzadagadus ingår i släktet Gobicuellus och familjen dvärgstritar. Inga underarter finns listade i Catalogue of Life.